# Sigillina mobiusi
Sigillina mobiusi är en sjöpungsart som först beskrevs av Hartmeyer 1905.  Sigillina mobiusi ingår i släktet Sigillina och familjen Holozoidae. Inga underarter finns listade i Catalogue of Life.